# Dalhart (Teksas)
Dalhart je grad u američkoj saveznoj državi Teksas. Prema popisu stanovništva iz 2010. u njemu je živjelo 7.930 stanovnika.